# 山口弘佑
山口 弘佑（やまぐち こうすけ、1977年8月6日 - ）は、大阪府出身の元プロ野球選手（投手）。

## 来歴・人物

### プロ入り前
泉州高等学校から、奈良産業大学へ進むが1年下の山井大介がエースであった。4年の大学選手権準々決勝では山井の後を受けて登板した。リースキン広島では元プロのエース・宇野雅美の故障によって先発で結果を出すと注目される。
中継ぎの即戦力としてドラフト直前に急浮上し、2001年のドラフト会議にて日本ハムファイターズから2位指名を受け入団。

### プロ入り後
背番号も11と期待されていたが、2002年はオープン戦で打ちこまれ結局2試合しか登板出来なかった。
2年目の2003年は、開幕直後に1軍定着のチャンスがあったが物にできず、フレッシュオールスターに選ばれ勝ち投手にもなったが、2軍でも防御率6.00と奮わなかった。
3年目はついに1度も1軍から声が掛からずオフに戦力外通告を受けた。なお、背番号11は次の年からはダルビッシュ有に受け継がれた。
退団後は奈良県のクラブチームである一城クラブでプレーした。
その後、奈良リハビリテーション専門学校を経て理学療法士資格を取得。2011年から医療法人和幸会阪奈中央病院、2016年からは丸太町リハビリテーションクリニックに勤務。
2016年の学生野球資格回復研修を受講した上で、翌2017年2月7日に日本学生野球協会より学生野球資格回復の適性認定を受けたことにより、学生野球選手への指導が可能となった。

## 詳細情報

### 年度別投手成績
| 年 度     | 球 団     | 登 板 | 先 発 | 完 投 | 完 封 | 無 四 球 | 勝 利 | 敗 戦 | セ 丨 ブ | ホ 丨 ル ド | 勝 率 | 打 者 | 投 球 回 | 被 安 打 | 被 本 塁 打 | 与 四 球 | 敬 遠 | 与 死 球 | 奪 三 振 | 暴 投 | ボ 丨 ク | 失 点 | 自 責 点 | 防 御 率 | W H I P |
| --------- | --------- | ----- | ----- | ----- | ----- | -------- | ----- | ----- | -------- | ----------- | ----- | ----- | -------- | -------- | ----------- | -------- | ----- | -------- | -------- | ----- | -------- | ----- | -------- | -------- | ------- |
| 2002      | 日本ハム  | 2     | 0     | 0     | 0     | 0        | 0     | 0     | 0        | --          | ----  | 8     | 2.0      | 2        | 1           | 1        | 0     | 0        | 1        | 0     | 0        | 1     | 1        | 4.50     | 1.50    |
| 2003      | 日本ハム  | 14    | 0     | 0     | 0     | 0        | 0     | 1     | 0        | --          | .000  | 56    | 10.2     | 18       | 3           | 5        | 0     | 0        | 8        | 0     | 0        | 12    | 11       | 9.28     | 2.16    |
| 通算：2年 | 通算：2年 | 16    | 0     | 0     | 0     | 0        | 0     | 1     | 0        | --          | .000  | 64    | 12.2     | 20       | 4           | 6        | 0     | 0        | 9        | 0     | 0        | 13    | 12       | 8.53     | 2.05    |

### 記録
- 初登板：2002年10月5日、対大阪近鉄バファローズ28回戦（東京ドーム）、7回表に4番手で救援登板、1回2/3を1失点
- 初奪三振：2002年10月11日、対千葉ロッテマリーンズ27回戦（千葉マリンスタジアム）、8回裏にデリック・メイから

### 背番号
- 11 （2002年 - 2004年）